# Castañares de Rioja
Castañares de Rioja és un municipi de la Rioja, a la regió de la Rioja Alta. Se situa en el nord-oest de la província. Pel transcorre el riu Oja i el canal del Najerilla.

## Història
Es remunta a l'època dels romans, com ho demostra la làpida trobada en el seu terme en 1963, datada en l'any 30 de la nostra era. La seva proximitat a la via romana Aureliana li va poder concedir certa importància. El poble es documenta en donacions a partir del segle xi. Va ser una possessió del Duc de Béjar i va estar en l'antiga delimitació de Burgos.

## Economia
Compta amb més de 300 hectàrees de regadiu dedicades a patata i remolatxa, a més de cultius de cereals, llegums (especialment de caparrón pinto molt popular en la zona) i algunes vinyes. Té dues piscifactories i diverses granges de bestiar porcí, oví i boví.